# Associazione Calcio Monopoli 2006-2007
Questa pagina raccoglie le informazioni riguardanti l'Associazione Calcio Monopoli nelle competizioni ufficiali della stagione 2006-2007.

## Rosa
| N. |                      | Ruolo | Calciatore               |
| -- | -------------------- | ----- | ------------------------ |
|    | Italia (bandiera)    | C     | Francesco Bitetto        |
|    | Italia (bandiera)    | D     | Riccardo Bocchini        |
|    | Italia (bandiera)    | C     | Alberto Bonfardino       |
|    | Italia (bandiera)    | A     | Massimiliano Brescia     |
|    | Italia (bandiera)    | A     | Francesco Caracciollese  |
|    | Italia (bandiera)    | D     | Alessandro Caridi        |
|    | Italia (bandiera)    | C     | Michele Cazzarò          |
|    | Italia (bandiera)    | D     | Francesco Colella        |
|    | Italia (bandiera)    | C     | Antonio D'Allocco        |
|    | Italia (bandiera)    | P     | Salvatore D'Urso         |
|    | Italia (bandiera)    | P     | Antonio Efficie          |
|    | Argentina (bandiera) | A     | Fernando Alberto Galetti |
|    | Italia (bandiera)    | A     | Vincenzo Garofalo        |
|    | Italia (bandiera)    | C     | Riccardo Linardi         |

| N. |                   | Ruolo | Calciatore            |
| -- | ----------------- | ----- | --------------------- |
|    | Italia (bandiera) | C     | Bartolo Lorusso       |
|    | Italia (bandiera) | C     | Fabio Loseto          |
|    | Italia (bandiera) | D     | Gianluca Loseto       |
|    | Italia (bandiera) | A     | Giovanni Malagnino    |
|    | Italia (bandiera) | D     | Christian Mastronardi |
|    | Italia (bandiera) | A     | Massimiliano Memmo    |
|    | Italia (bandiera) | C     | Leonardo Menga        |
|    | Italia (bandiera) | D     | Davide Migliozzi      |
|    | Italia (bandiera) | D     | Rocco Roberto Paris   |
|    | Italia (bandiera) | D     | Giuseppe Pugliese     |
|    | Italia (bandiera) | A     | Giuseppe Sifonetti    |
|    | Italia (bandiera) | D     | Massimiliano Tangorra |
|    | Italia (bandiera) | D     | Donato Vittorio       |